# Sphaerium fabale
Sphaerium fabale är en musselart som först beskrevs av Cecil Thomas Prime 1852.  Sphaerium fabale ingår i släktet Sphaerium och familjen ärtmusslor. Inga underarter finns listade i Catalogue of Life.